# Elaine Chao
Elaine Chao (sinh 26 tháng 3 năm 1953) là một nữ chính trị gia người Mỹ gốc Trung Quốc, đảng viên đảng Cộng hòa.
Sinh ra ở Đài Bắc, Đài Loan, với tên Triệu Tiểu Lan (giản thể: 赵小兰, phồn thể: 趙小蘭, bính âm: Zhào Xiǎolán) là người phụ nữ Mỹ gốc châu Á đầu tiên và là người Mỹ gốc Trung Quốc (cha người Thượng Hải và mẹ gốc An Huy) đầu tiên trong lịch sử Hoa Kỳ đảm nhận chức vụ trong Nội các Tổng thống. Bà đã giữ chức Bộ trưởng Bộ Lao động thứ 24 dưới thời tổng thống George W. Bush từ năm 2001 đến năm 2009, chức Thứ trưởng Bộ Giao thông và chức Giám đốc Đoàn Hòa bình dưới thời tổng thống George H. W. Bush.
Ngày 29 tháng 11 năm 2016, tổng thống Donald Trump đã chỉ định bà giữ chức Bộ trưởng Bộ Giao thông.
Chồng bà là Mitch McConnell (của Kentucky), Lãnh tụ Đa số trong Thượng viện Hoa Kỳ từ ngày 3 tháng 1 năm 2015.